# Майское (Гусевский район)
Ма́йское — посёлок в Гусевском городском округе Калининградской области России.

## История
Населённый пункт впервые упоминается в 1539 году. В 1938 году деревня Мальвишкен (нем. Mallwischken) переименована в Мальвен (нем. Mallwen. В 1947 году указом Президиума Верховного Совета РСФСР населённому пункту присвоено наименование посёлок Майское.

## Население
| 1910 | 1933 | 1939 | 2002 | 2010 |
| ---- | ---- | ---- | ---- | ---- |
| 855  | ↘802 | ↘783 | ↘673 | ↘605 |

## Улицы
| - ул. Колхозная, - ул. Крестьянская, - ул. Лесная, - ул. Луговая, - пер. Майский, | - ул. Молодёжная, - ул. Носова, - ул. Огородная, - ул. Октябрьская, - ул. Победы, | - ул. Попова, - ул. Пролетарская, - пер. Садовый, - ул. Центральная, - ул. Юбилейная. |

## Объекты культурного наследия
- Захоронение русских и немецких воинов, погибших в августе 1914 года, в юго-восточной части посёлка;
- Захоронение русских воинов, погибших в августе 1914 года, в 500 м к юго-востоку от посёлка;
- Захоронение русских воинов, погибших в августе 1914 года, к востоку от посёлка;
- Братская могила советских воинов, погибших в январе 1945 года.